# Yariel de León
de León  Castro est un nom espagnol. Le premier nom de famille, en général paternel, est de León ; le second, en général maternel, souvent omis, est Castro.
Yariel de León, né le 15 juin 1989, à Matanzas, est un coureur cycliste cubain.

## Biographie
En juin 2024, il devient champion de Cuba du contre-la-montre chez les élites, trois jours après son 35e anniversaire.  

## Palmarès et résultats

### Par année
- 2015
  - 3e du championnat de Cuba du contre-la-montre
- 2023
  - Clásico Pipián Martínez[3]
- 2024
  -  Champion de Cuba du contre-la-montre
- 2025
  - 3e du championnat de Cuba du contre-la-montre

### Classements mondiaux
| Année            | 2015 | 2016 | 2017 | 2018 | 2019 |
| ---------------- | ---- | ---- | ---- | ---- | ---- |
| UCI America Tour | 394e |      |      | 274e | 299e |